# عقاید یک آکتور سینما
عقاید یک آکتور سینما یک مجموعهٔ ویدیویی به کارگردانی و تهیه کنندگی منیژه حکمت است که در سال ۱۳۹۲ ساخته شده‌است. این مجموعه شامل گفتگوهایی است با سیامک انصاری، هانیه توسلی، امیر جعفری، علیرضا خمسه، ریما رامین‌فر، رضا یزدانی، ساره بیات، گروه پالت، بابک حمیدیان، فرهاد آییش، رضا عطاران، بهناز جعفری، مرتضی احمدی، رضا کیانیان، امید روحانی، سروش صحت، لیلی رشیدی، برزو ارجمند، محسن تنابنده، پانته‌آ بهرام، بهاره رهنما، بهنام تشکر، شقایق دهقان، محمدرضا هدایتی، الیکا عبدالرزاقی، آتیلا پسیانی، ستاره پسیانی، ویشکا آسایش و سحر دولتشاهی
مجری طرح این مجموعه، پگاه آهنگرانی و مدیرفیلم‌برداری آن بهمن کیارستمی بوده‌است. این مجموعهٔ ویدیویی شامل هشت دی‌وی‌دی و هر دی‌وی‌دی شامل دو قسمت است.